# Allophyes parenzani
Allophyes parenzani är en fjärilsart som beskrevs av De Laever 1976. Allophyes parenzani ingår i släktet Allophyes och familjen nattflyn. Inga underarter finns listade i Catalogue of Life.